# Бабишин Степан Дмитрович
Степа́н Дми́трович Баби́шин (5 грудня 1918, село Нове Поріччя, нині Городоцького району Хмельницької області — 14 жовтня 1991, Івано-Франківськ) — український педагог, історик. Доктор педагогічних наук (1980), професор (1981).

## Біографія
Народився 5 грудня 1918 року в селі Нове Поріччя Городоцького району Хмельницької оласті. Учасник Другої світової війни. Навчався у Київському та Львівському педінститутах.
     У 50-х на початку 70-х років минулого століття завідував Хмельницьким обласним відділом народної освіти. Досліджував і популяризовав історію освіти, міст і сіл, а також топоніміку Хмельниччини.
Після війни — перший секретар Кам'янець-Подільського міського комітету ЛКСМУ (до жовтня 1946 року; його наступником 21 жовтня 1946 року став Семен Дмитрович Дудочка) . На шпальтах міської газети «Прапор Жовтня» виступив зі статтями «Політвиховна робота серед студентської молоді» , «Про політичну активність молодих виборців» . Далі працював секретарем Хмельницького обкому ЛКСМУ, в апараті Хмельницького обкому КП(б)У.
 Педагог, доктор педагогічних наук, професор, дослідник Поділля. Про дослід цих пошуків С.Д.Бабишин розповів у своїх працях. З 1965 року С.Д.Бабишин - доцент, професор, завідувач кафедри Івано-Франківського педінституту (1977-1988).
Уклав хрестоматію "Антология педагогической мысли Древней Руси и Русского государства 14-17 вв."(1985).Опублікував понад 300 праць.
     Помер 14 жовтня 1991 року. Похований у рідному селі.

## Наукова діяльність
Досліджував історію освіти в Україні, а також історію міст і сіл Поділля.
Автор "Путівника по визначних місцях області: На допомогу юним мандрівникам по рідному краю"(1958), він зазначав: "Даний путівник ставить за миту надати допомогу юним туристам-краєзнавцям у мандрівках по рідному краю, вивчені багатств свого району, області, в ознайомленні з історичними місцями громадянської і Вітчизняної війн, з місцями перебування видатних діячів вітчизняної науки, мистецтва і літератури, архілогічними пам'ятками, які виявлені вченими на території нашої області".
З ініціативи Бабишина обласний інститут удосконалення вчителів у 1950-х роках розробив програму для збирання матеріалів з топоніміки. Школам рекомендувалося використати такі джерела, як розповіді старожилів, давні акти, які зберігаються в Кам'янець-Подільському історичному архіві, матеріали і вивчення місцевої діалектної лексики і народної географічної термінології. Сотні вчителів, а разом з ними тисячі учнів включились в науково-дослідницьку роботу. Про досвід цих пошуків Бабишин розповів у працях:
- Топоніміка в школі. — К., 1962.
- Топоніміка в позакласній роботі з географії. — К., 1968.

Серед інших праць:
- Школа та освіта Древньої Русі: IX — перша половина XII ст. — К., 1973.
- Археологические источники о распостранении грамотности в Древней Руси. — Москва, 1977.

Уклав хрестоматію «Антология педагогической мысли Древней Руси и Русского государства 14—17 вв.» (Москва, 1985).
Співавтор книг:
- Історія школи і педагогічної думки УРСР. — К., 1989.
- Розвиток народної освіти і педагогічної думки на Україні (X — початок XX століття). — К., 1991.